# 御製律呂正義
律吕正义，音乐论著。全书保存了不少明清时代的音乐资料。
《律吕正义》分上、下、续、后四编，前三编为康熙敕撰，成书于康熙五十二年(1713年)，上下编共四卷，论乐律、管弦律制、乐器制造要点等；续编一卷，记述葡萄牙人徐日升与意大利人德理格所传专论西洋乐理、五线谱、音阶唱名等；后编一百二十卷，乾隆敕撰，成书于乾隆十一年(1746年)，记述各种典礼音乐、录有舞谱、曲谱甚多。